# Шювир
Шювир — марійський народний духовий музичний інструмент, різновид волинки. Складається з бичачого або кінського міхура (діаметр 600—900 мм), в який вставлені трубки: одна для нагнітання повітря (з замикаючим клапаном) та 2 ігрові, мелодійні — з пташиних кісток, міді або олова, однакової довжини (180—300 мм); ліва має 2 отвори (діапазон — терція), права — 4 (діапазон — секста). Варіанти передачі — шувир, шювюр, шявир.